# 第6軍管
第6軍管（だいろくぐんかん）は、1873年から1888年まであった日本陸軍の管区で、全国に7つあった軍管の一つである。熊本鎮台が管轄し、九州地方を範囲とした。

## 軍管以前の鎮西鎮台の管轄地
陸軍の管轄地が法定されたのは、明治4年8月（1871年9月から10月）である。全国4つの鎮台に管地が割り当てられ、熊本に置かれた鎮西鎮台が現在の九州地方と中国地方の西部（現在の岡山県西部（備中国）と島根県より西）を範囲とした。琉球は含まれない。当時の府県は改廃の頻度が高く、境界は国（令制国）で示された。
- 鎮西鎮台
  - 鎮台の直管　豊前、豊後、筑前、筑後、肥前、肥後、壱岐、対馬
  - 第1分営（広島）の管　安芸、備中、備後、出雲、石見、周防、長門、隠岐
  - 第2分営（鹿児島）の管　薩摩、日向、大隅

## 第6軍管の設置

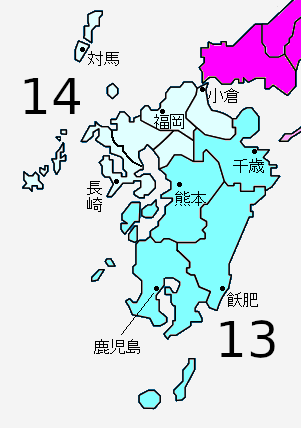
1875年の第6軍管。南の濃い水色が熊本の第13師管、北の薄い水色が小倉の第14師管。境界線は当時の府県のもの。

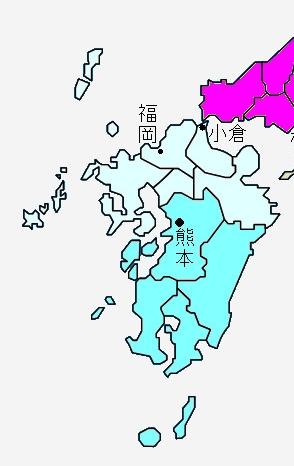
1885年から1888年の第6軍管。南が第11師管、北が第12師管。境界線は国（令制国）のもの。

1873年7月19日、明治6年太政官布告第255号によって鎮台条例が改正され、鎮台が管轄する地域を軍管と呼ぶことになった。また、鎮台の数が6に増え、それまで鎮西鎮台の分営があった広島に広島鎮台が置かれた。鎮西鎮台は熊本鎮台と改称し、琉球を含めた九州地方一円を範囲とした。
- 第6軍管（1873年）
  - 第13師管（熊本師管）、分営は千歳（現在の大分市内）、飫肥（現在の日南市）、鹿児島、琉球
  - 第14師管（小倉師管）、分営は福岡、長崎、対馬

1875年（明治8年）4月7日改正の「六管鎮台表」での範囲も九州一円に及ぶが、琉球が除かれた。ただ、管内の営所の一つに琉玖があり、正確な扱いは不明である。
- 第6軍管（1875年）
  - 第13師管 - 本営は熊本。分営は千歳、飫肥、鹿児島、琉玖。管轄地は白川県、鹿児島県、宮崎県、大分県。
  - 第14師管 - 本営は小倉。分営は福岡、長崎、対馬。管轄地は小倉県、福岡県、三潴県、佐賀県、長崎県。

## 1885年の改正
1885年5月18日、明治18年太政官達第21号によって鎮台条例がふたたび全面改正され、軍管の区割りも変更になった。師管の番号は振り直され、従来の第13師管が第11師管に、第14師管が第12師管に変わった。師管の境界では、現在の大分県地方が南から北に移った。分営は福岡にのみ置かれた。
- 第6軍管
  - 第11師管　肥後、日向、大隅、薩摩、琉球
  - 第12師管　豊前、豊後、筑前、筑後、肥前、壱岐、対馬

## 1888年に廃止
1888年5月14日、明治21年勅令第27号（5月12日制定、14日公布）に師団司令部条例が制定されて鎮台は廃止になり、かわりに師団が常設されることになった。あわせて陸軍管区表が制定され、それまでの軍管は師管と改称し、常設の師団の管轄地になった。第6軍管の管轄地は、第6師管に引き継がれた。範囲は同じである。